# Hiryū

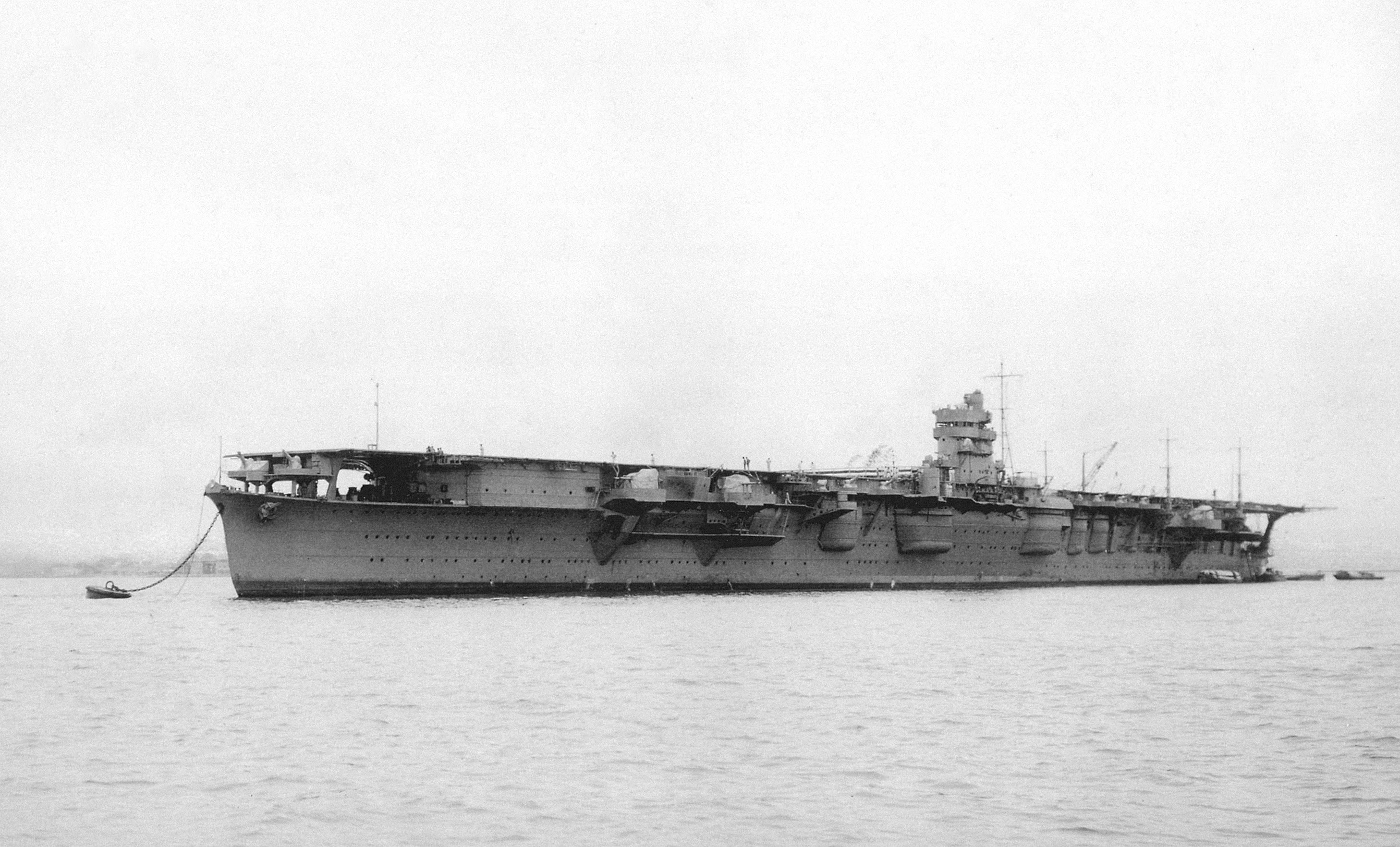
Hiryū 1939, kort efter att hon färdigställdes.

Hiryū var ett hangarfartyg i den kejserliga japanska flottan. Namnet betyder "flygande drake". Fartyget mätte 227,4 meter och hade plats för 73 flygplan ombord. Hon deltog i invasionen av Franska Indokina, attacken mot Pearl Harbor, slaget om Wake Island, slaget om Nederländska Indien, bombningen av Darwin, räderna i Indiska oceanen och sänktes av amerikanska flygplan under slaget vid Midway 1942.